# 妹尾達彥
妹尾達彥（1952年—）是一位日本歷史學家，研究領域是中國隋朝、唐朝時期都市發展史，並於2008年受聘為日本中央大學文學院教授。
妹尾達彥生於日本廣島縣的小鎮，成長於東京多摩。妹尾1977年自立命館大學文學院畢業，並於1979年於大阪大學取得碩士學位。碩士畢業後，妹尾原本在大阪大學繼續攻讀博士，卻在1983年退學，遠赴中國陝西師範大學留學，師事中國歷史學家史念海。
取得博士資格後，妹尾先後歷任北海道教育大學釧路分校、筑波大學等校助理教授，並曾任陝西師範大學客座教授與哈佛大學研究員。